# الصبار (فلم)
الصبار(بالإنجليزية: Aloe Vera)، هُو فيلم غاني صدر سنة 2020، وهُو من إنتاج الثنائي مانا عبد الله وآني أرابا آدامز وإخراج بيتر سودافيا.

## وصلات خارجية
- مقالات تستعمل روابط فنية بلا صلة مع ويكي بيانات